# Accident de la route
Pour les articles homonymes, voir AVP.
 (septembre 2021).

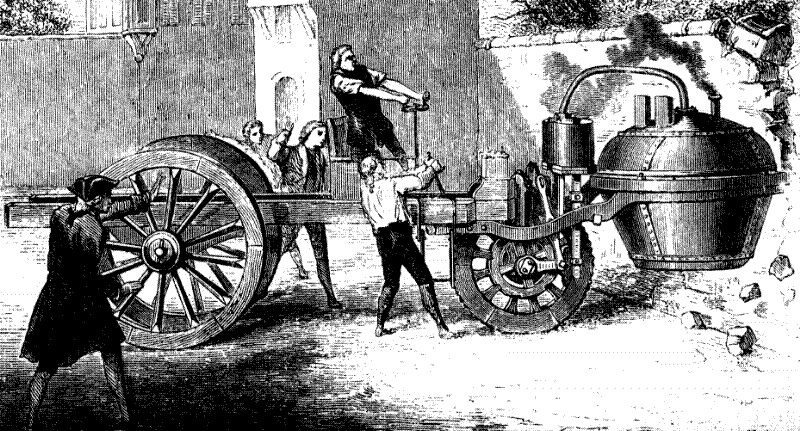
Illustration : premier accident d'automobile, en 1770 (premier Fardier de Cugnot).

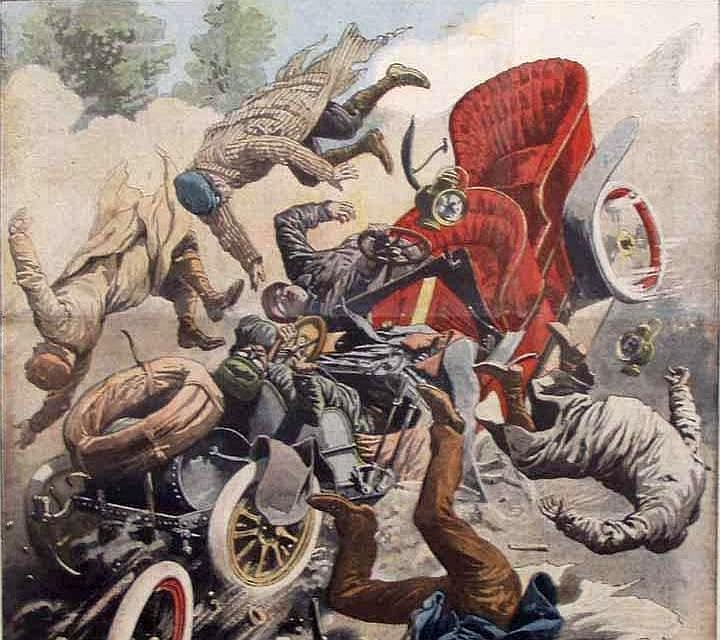
Illustration : accident automobile, à la fin des années 1890.

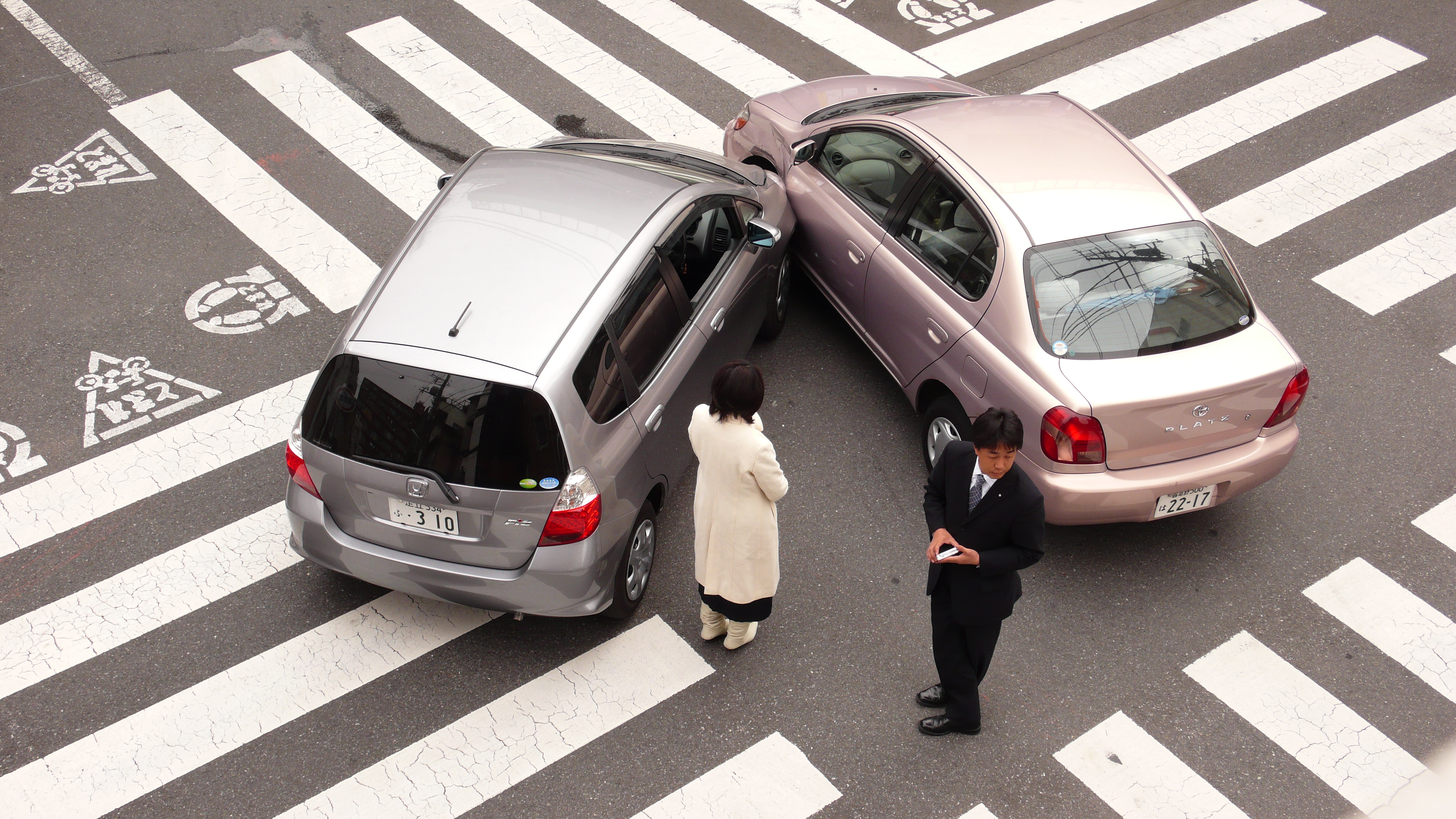
Collision, à une intersection.

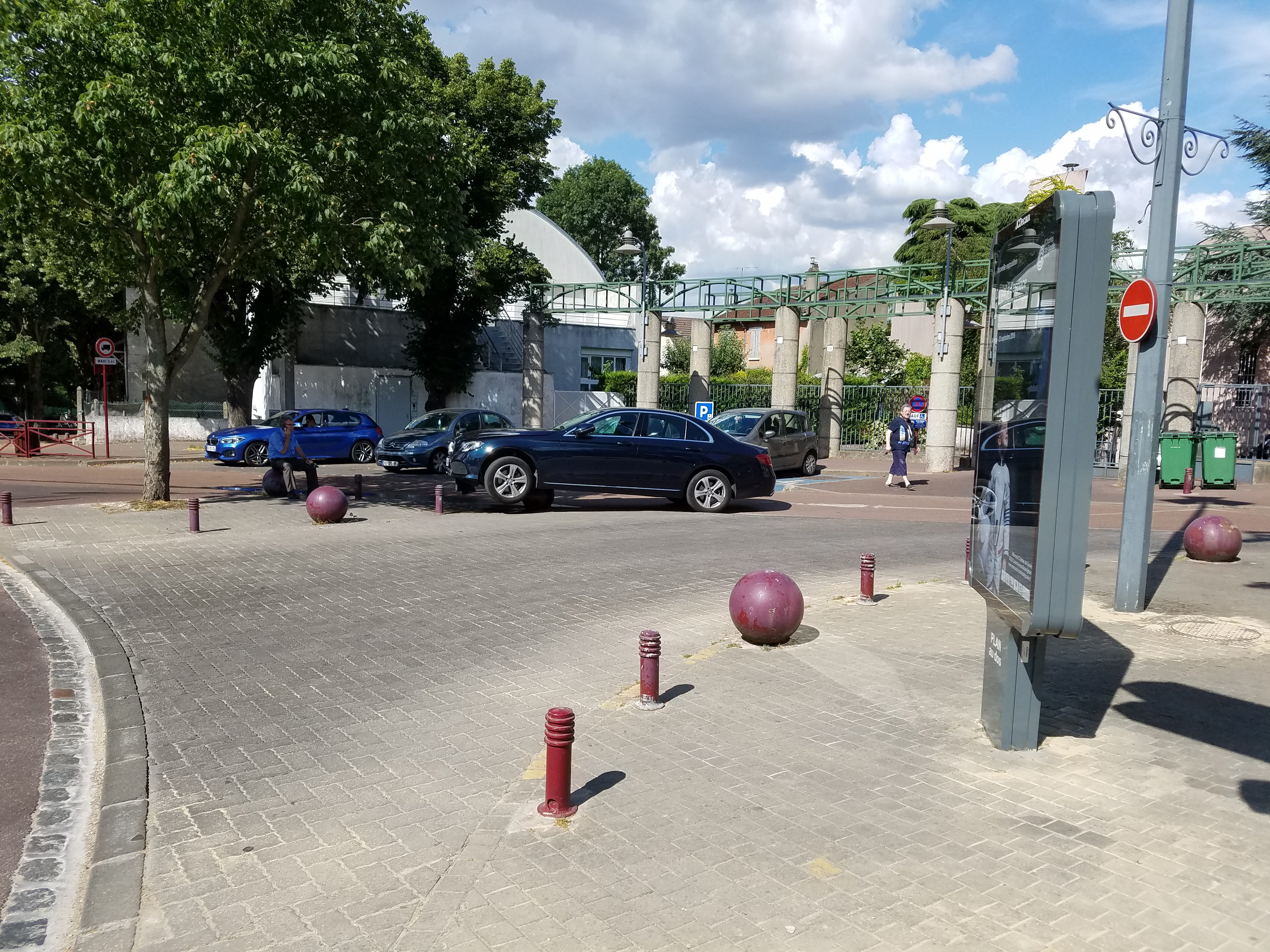
Accident de voiture impliquant un seul véhicule, contre obstacle fixe d'aménagement urbain.

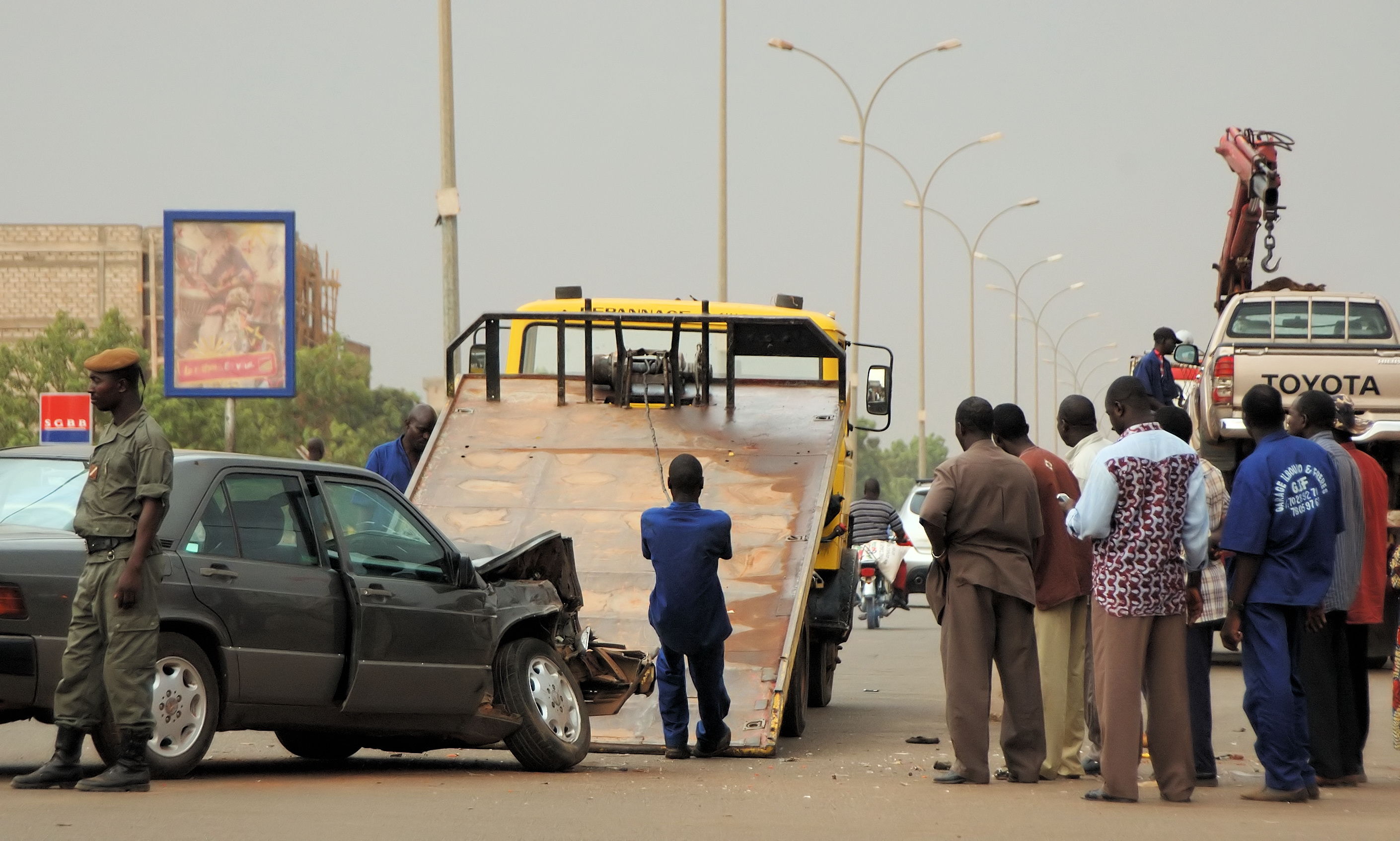
Embarquement d'une voiture accidentée, après un accident frontal sur l'avenue Charles-de-Gaulle à Ouagadougou.

Un accident de la route (ou accident sur la voie publique : AVP, ou en France accident de la circulation) est une collision non intentionnelle, qui a lieu sur le réseau routier entre un engin roulant (notamment automobile, camion, moto, vélo) et tout autre véhicule ou personne ou animal, se déplaçant ou non, qui engendre au moins des dégâts matériels, voire des traumatismes ou le décès d'une ou plusieurs personnes impliquées. De nombreux facteurs contribuent aux risques de collision tels que l'état de la chaussée, le volume de circulation, une vitesse de circulation inadaptée, l’environnement routier, la météorologie, l'expérience du conducteur mais aussi son comportement et son état physique.
Selon l'OMS, les accidents de la route dans le monde tuent chaque année environ 1,3 million de personnes et font de 25 à 50 millions de blessés. Il s'agit en outre de la première cause de décès chez les jeunes âgés de 15 à 29 ans et de la première cause d'état de stress post-traumatique (ESPT).
Les accidents sont la cause de coûts sociaux et assuranciels importants, alors que la plupart des accidents de la route peuvent être classés dans la catégorie des accidents évitables et des décès évitables, que l'on cherche à réduire par la prévention, notamment au moyen de règles de sécurité, la formation, l'amélioration technique des véhicules et des réseaux d'infrastructures, et un changement des comportements.

## Définitions
Afin de faciliter les comparaisons internationales, des pays ont cherché à adopter des méthodes harmonisées ou comparables de quantifications des accidents. Il s'agit notamment de comptabiliser les blessés et les tués.
En France, le comité interministériel de la sécurité routière (CISR) du 7 juillet 2004 a adopté le principe d’une harmonisation des définitions de la gravité retenues dans le fichier national des accidents corporels avec celles adoptées par ses principaux voisins européens.
La loi du 9 août 2004 relative à la politique de santé publique, et notamment son article 28, renvoyait ainsi à un arrêté futur sur les conditions d'élaboration des statistiques. Cet arrêté a été pris le 27 mars 2007. Il précise les définitions suivantes.

### Accident corporel

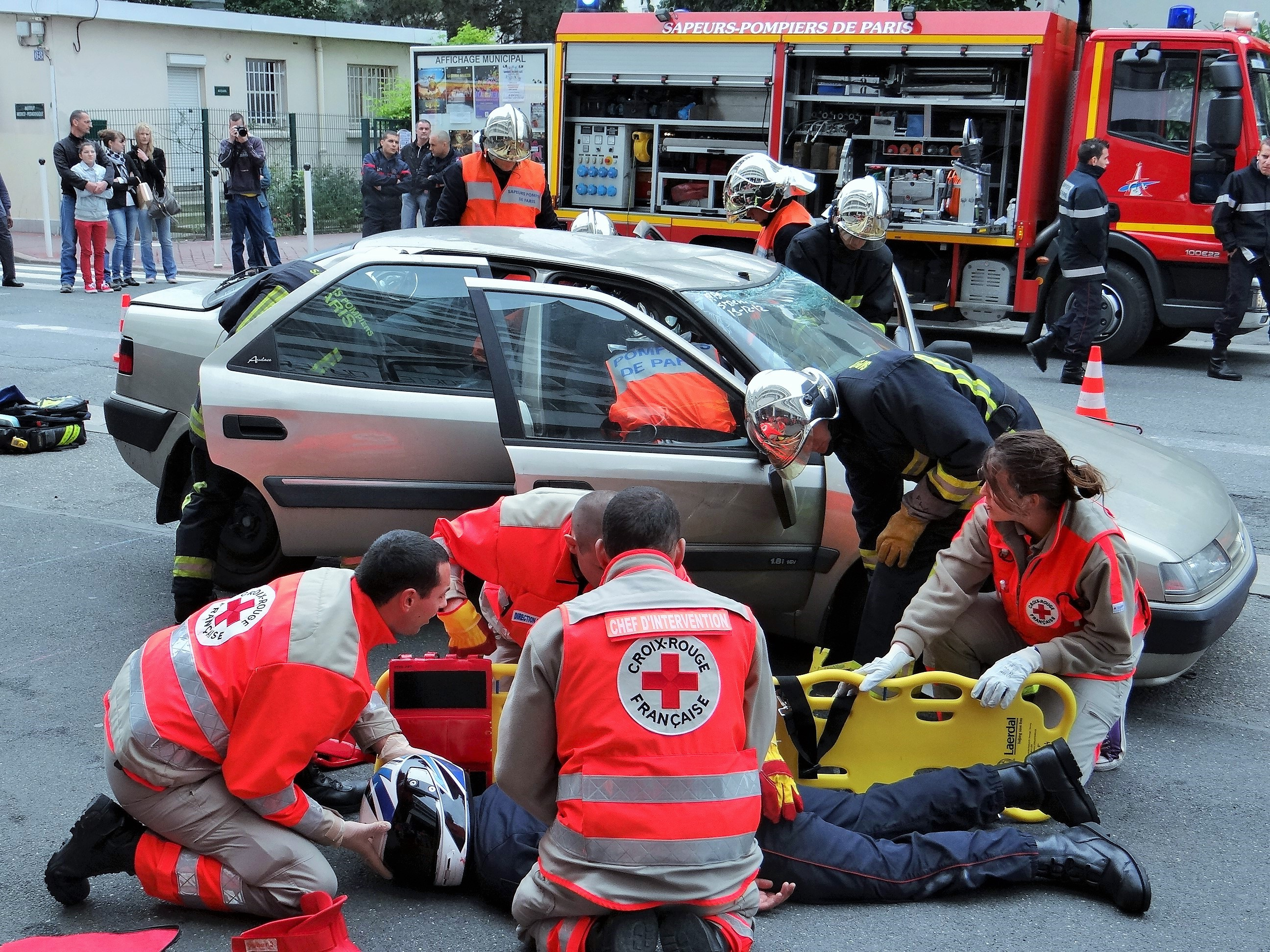
Simulation d'accident de la route impliquant des victimes, une moto et une voiture.

Intervention héliportée du SAMU pour un cycliste accidenté de la route.

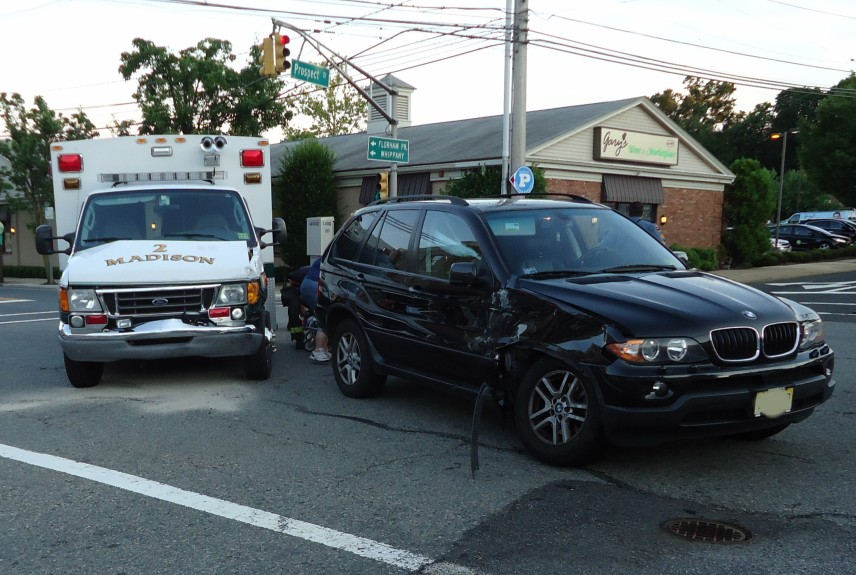
Accident de la route léger.

Un accident corporel (mortel et non mortel) de la circulation routière est un accident qui :
- provoque au moins une victime, c’est-à-dire un usager ayant nécessité des soins médicaux ;
- survient sur une voie ouverte à la circulation publique ;
- implique au moins un véhicule.

### Usagers
Un accident corporel implique un certain nombre d’usagers. Parmi ceux-ci, on distingue :
- les indemnes : impliqués non décédés et dont l’état ne nécessite aucun soin médical ;
- les victimes : impliquées non indemnes.

Parmi les victimes, on distingue :
- le conducteur du VTM (véhicule terrestre à moteur) lui-même, non protégé par la Loi Badinter de 1985, sur les accidents de la route, c'est-à-dire que ses propres fautes peuvent lui être reprochées par l'assurance pour refuser l'indemnisation de ses préjudices corporels ;
- les passagers victimes du VTM, qui sont tous des victimes protégées par la Loi Badinter. En cas de décès, l'indemnisation est transmise aux ayants droit (famille) ;
- les piétons victimes, et les cyclistes victimes ne sont pas considérés comme des VTM et à ce titre seront systématiquement protégés par la Loi Badinter en cas d'accident avec un VTM qui sera considéré automatiquement fautif.

Parmi les blessés, on distingue :
- les blessés hospitalisés : victimes admises comme patients dans un hôpital plus de 24 heures ;
- les blessés légers : victimes ayant fait l’objet de soins médicaux mais n’ayant pas été admises comme patients à l’hôpital plus de 24 heures ;
- le conducteur et les éventuels passagers (plus ou moins vulnérables selon qu'ils soient adultes ou enfants, protégés ou non par une ceinture de sécurité ou un coussin gonflable de sécurité (« airbag »).

Les notions de « blessé léger » (blessé dont l’état nécessite entre zéro et six jours d’hospitalisation ou un soin médical) et de « blessé grave » (blessé dont l’état nécessite plus de six jours d’hospitalisation), en vigueur jusque fin 2004 ont disparu. On parle de « blessé hospitalisé » (victime admise comme patient dans un hôpital plus de 24 heures) et de « blessé non hospitalisé » (victime ayant fait l’objet de soins médicaux mais n’ayant pas été admis comme patient à l’hôpital plus de 24 heures). Pour les indemnes, ils sont considérés comme des impliqués dans l’accident et non des victimes.

### Personne tuée
Avant 2005, la définition du « tué » en France était la victime décédée sur le coup ou dans les six jours après l’accident. En 2008, il s’agit de la victime décédée sur le coup ou dans les trente jours qui suivent l’accident[réf. nécessaire]. Le suivi des décès à 30 jours n'est pas encore correctement organisé à l'échelle de l'ensemble des hôpitaux français[réf. nécessaire].

#### Facteur de correction
Lorsque le nombre de tués n'est pas mesuré à 30 jours, un facteur de correction peut être appliqué pour standardiser la donnée en prenant en compte les personnes tuées après l'accident des suites des blessures survenues lors de l'accident. En 2008/2009, il est estimé que 76 % des tués à 30 jours le sont sur le premier jour de l'accident, ce qui permet d'estimer le nombre de tués à 30 jours, en multipliant le nombre de personnes tuées sur le premier jour de l'accident par un facteur correctif de 1,30.

### Gravité d’un accident
Elle peut faire l'objet d'un relevé objectif pour les dégâts matériels et des blessures ou situation de vie ou de mort (constat des conséquences, dont administratives et médico-légales), mais pour le conducteur, pour les autres victimes, pour les témoins ou les proches le jugement porté sur la gravité et l'importance des conséquences différées ou connexes de l’accident est aussi en grande partie subjectif, et ne peut se résumer aux conséquences matérielles et biologiques, ; il s’étend à toutes les effets psychologiques chez toutes les personnes ayant un lien direct ou potentiel à l'accident.

## Causes

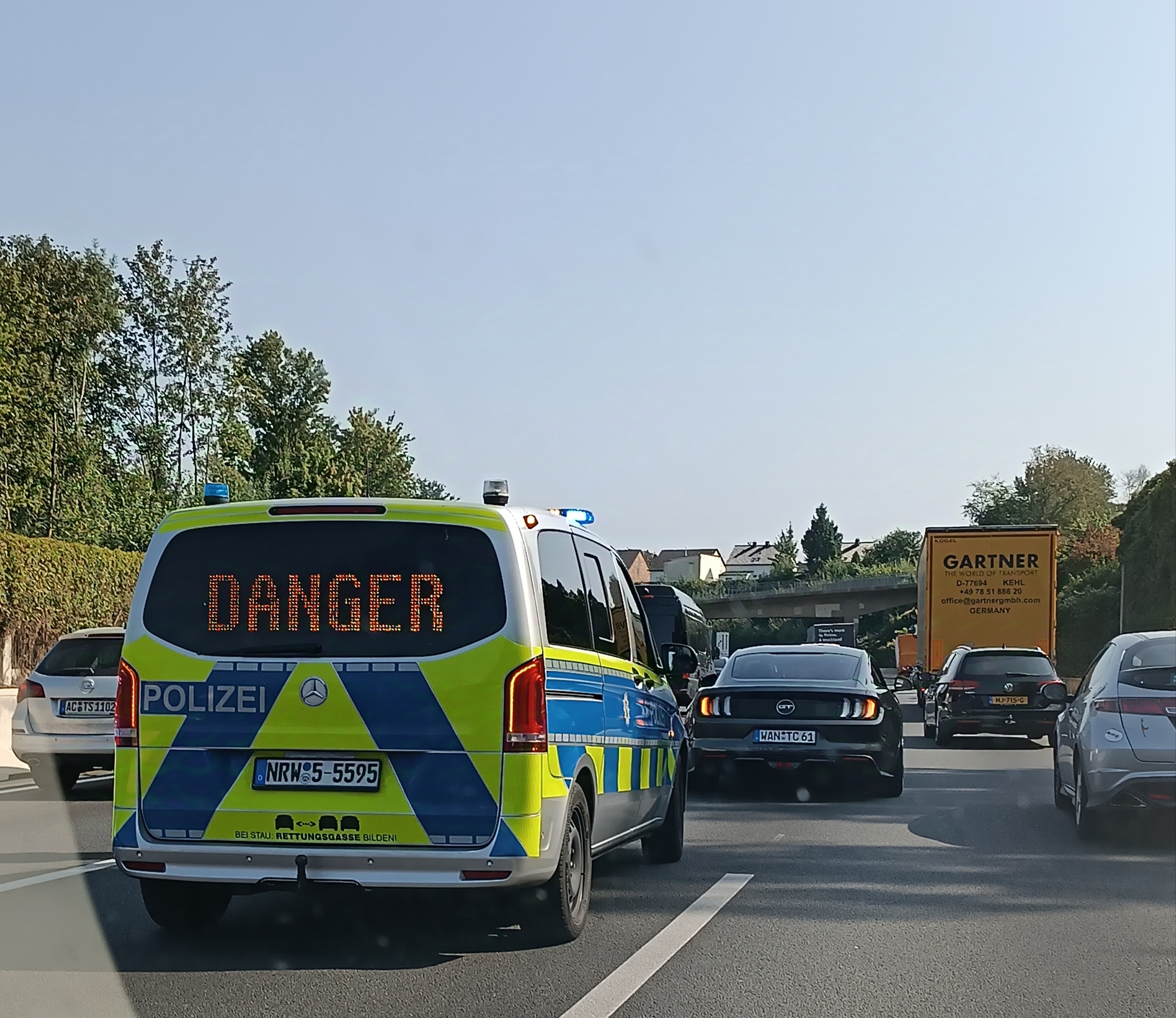
Balisage d'un accident de la route par un véhicule de police en Allemagne.

### Causes générales
Il existe des causes externes, et générales : mauvais état des routes, trop nombreux véhicules, ou événements météorologiques (fortes pluies, brouillards…). Ces causes sont d'autant plus accidentogènes qu'elles sont exceptionnelles ou que le conducteur n'y est pas préparé ou habitué. Mais l'analyse est loin d'être évidente puisqu'à l'inverse, on constate dans certains cas une recrudescence des accidents par beau temps du fait de l'augmentation du trafic routier et de l'attitude des usagers.

### Causes et risques liés au conducteur et à son comportement
Plusieurs facteurs de risques sont identifiés par les statistiques.

#### Sexe du conducteur
Les accidents corporels et notamment accidents graves concernent plus souvent des hommes,, qui par ailleurs respectent moins le code de la route que les femmes, en France notamment. Par exemple en France en 2001, malgré d'importants efforts de prévention et l'amélioration de la sécurité des véhicules 7 720 personnes ont été tuées par accident de la route. 75 % des morts étaient de sexe masculin et 65 % des 153 945 blessés étaient des hommes soit un rapport d’incidences hommes/femmes de 3,1 pour la mortalité et de 1,7 pour la morbidité ; « La létalité et la fréquence des blessures graves chez les survivants sont supérieures chez les hommes pour les principales catégories d’usagers (automobilistes, deux-roues motorisés, cyclistes, piétons), après ajustement sur les circonstances de l’accident et l’âge des victimes. Les hommes sont plus sévèrement blessés pour toutes les régions corporelles et conservent plus souvent des séquelles graves ».

#### Catégorie sociale du conducteur
D'après des études menées en France, les catégories sociales favorisées sont sous-représentées dans les statistiques des accidents de la route, quand les catégories ouvrières sont sur-représentées (22,1 % des morts sur la route en 2007 alors qu'ils représentaient 13,8 % de la population). Si les jeunes sont sur-représentés parmi les morts de la route, cela pourrait s'expliquer en partie parce que le groupe social ouvrier est le plus jeune. Ainsi, la précarisation des classes populaires pourrait par exemple expliquer l'augmentation de la mortalité routière à partir de 2014 en France, quand elle n'avait cessé de décroître depuis 1972.

#### Âge du conducteur
L'âge du conducteur a une influence sur le degré de perception du risque, et sur le type d'accident et le niveau de gravité pour le conducteur.
Les jeunes et tout particulièrement les jeunes hommes sont plus susceptibles de prendre des risques, y compris dans la recherche de sensations fortes ou nouvelles, l'alcoolisation ou la prise de drogues et pour avoir une attitude favorisant la prise de risque, face à la vitesse notamment, ce qui a des conséquences en matière d'accidentologie.
Avec l'allongement de la durée de vie moyenne, et un accès plus facile à l'automobile dans la plupart des pays riches, les seniors sont « de plus en plus présents sur les routes avec une habitude de conduite qui augmente, notamment chez les conductrices », et s'ils font moins de kilomètres qu'un conducteur moyen, tout en ayant des « stratégies de compensation, par exemple en évitant de conduire dans des conditions difficiles ou en roulant moins vite que les autres » ; en tant que victimes, ils sont, en moyenne, plus gravement touchés car plus fragiles et vulnérables. Les statistiques montrent qu'ils sont « surimpliqués dans les accidents d’intersection avec des problèmes de détection et d’estimation dans la tâche de conduite » ; cependant, « le surrisque d’accident par kilomètre, observé il y a quelques années chez les seniors, tend à diminuer, voire à disparaître si l’on contrôle l’effet du kilométrage annuel parcouru ».

#### État de santé du conducteur
L'état de santé du conducteur, ou l'addiction à l'alcool ou à des produits stupéfiants ou encore la prise de certains médicaments (sédatifs et anxiolytiques notamment) a aussi une grande incidence sur les facteurs de risque et la gravité des accidents. À titre d'exemple, après des efforts de sensibilisation et une réglementation plus sévère au Québec, « de 1991 à 1999, la proportion de conducteurs présentant une alcoolémie supérieure à 80 mg a chuté de 50 % », cependant au début des années 2000, « la conduite sous l’influence de l’alcool est encore associée à environ 30 % des décès, 18 % des blessés graves et 5 % des blessés légers ». Un veuvage récent est aussi un facteur aggravant le risque d'accident.
Chez les femmes enceintes, le second trimestre de la grossesse peut aussi être un facteur d'augmentation des accidents.
Une étude finlandaise considère que les trois principaux de problème de santé lié aux accidents mortels sont :
- désordre mentaux,
- dépendance à une substance,
- maladie cardio-vasculaire[24].

#### Surestimation des capacités du conducteur par lui-même
L'être humain peut être inconsciemment soumis à de nombreux biais cognitifs et de perception (qui en matière de risques d'accident routier, pourraient être encouragés par l'abondante publicité sur les véhicules et par certains films où les conducteurs semblent invulnérables), avec des nuances marquées selon le sexe, l'âge et l'expérience.
Les psychologues ont montré qu'au XXe siècle en Occident, quand un individu se compare à autrui, il estime presque toujours (et généralement à tort) être plus compétent que les autres,, et il pense aussi faire plus d’efforts pour éviter ou ne pas provoquer de situations ou d'événements indésirables.
Ce biais socio-psychologique nommé biais d'optimisme, semble ancré dans la plupart des pays d’Amérique du Nord et d’Europe. Il s'agit d'une croyance individuelle très répandue faisant que « la majorité des automobilistes se considèrent moins exposés au risque d’accident qu'autrui »,. Cette croyance peut être mesurée en demandant à des personnes d’évaluer leur propre risque de rencontrer un événement négatif en comparaison de celui d’autrui. Cette croyance est plus ou moins intense selon les automobilistes et leur histoire personnelle et de conducteur. Certains se pensent presque invulnérables car protégés par un véhicule solide et doté de moyens performants de freinage (ABS) et de protection et/ou parce qu'ayant une très grande confiance en eux. La plupart des gens s'estiment plus compétents ou prudents qu'autrui quand ils conduisent, et s'estiment assez bon conducteur pour conduire sans danger (« capacité perçue ») et être en mesure d’éviter l’accident (« contrôle subjectif »), bien que certains reconnaissent commettre des infractions.
D'autres ont plus ou moins l'impression d'avoir tiré des leçons de prudence quand ils ont déjà été impliqués en tant que conducteurs ou en tant que passagers dans un ou plusieurs accidents (« expérience directe de l’accident ») ou connaissent des proches ou gens de leur entourage ayant été accidentés (« expérience indirecte de l’accident »), ou encore « considèrent que la situation à juger est une cause fréquente d’accident (fréquence perçue de l’occurrence de l’accident) ». Une évaluation ainsi biaisée et irréaliste (dans le sens d'une surestimation de ses propres compétences de conducteur) semble fortement impliquée dans le risque d'accident chez les automobilistes,,,. On pourrait penser que chaque conducteur tire les leçons de ses accidents, mais la littérature scientifique a produit des résultats divergents de l'expérience individuelle sur l’« optimisme comparatif »,. Par exemple des auteurs concluent à un faible lien voire à une absence de lien entre les antécédents d’accidents et l’optimisme comparatif,, ; d'autres concluent à un lien négatif, ou trouvent un lien positif.
« Les automobilistes qui ont été impliqués dans un ou plusieurs accidents en tant que conducteurs ou en tant que passagers, comparés à ceux qui n’en ont pas eu, pourraient manifester davantage d’optimisme comparatif si, depuis leur expérience, ils ont modifié leur comportement dans le sens d’un plus grand respect du code de la route ou de l’adoption de précautions de sécurité ».
Quand un accident s'est produit il y a longtemps, ses effets de renforcement de la prudence peuvent se réduire.

### Conduite sous influence

#### Consommation de stupéfiants
Stupéfiants en France
En France, un conducteur est sous l'emprise de stupéfiants dans 22% des accidents mortels qui tuent 752 personnes chaque année.

« En 2019, d’après le fichier BAAC, au minimum 494 personnes ont été tuées dans un accident avec stupéfiants. Elles représentent 23 % des personnes tuées dans les accidents mortels dont le résultat du test est connu. Extrapolé sur l’ensemble des accidents, il est estimé que 731 personnes ont été tuées en 2019 dans un accident impliquant un conducteur sous l'emprise de stupéfiants, contre 749 en 2018. »

— La sécurité routière en France - bilan 2019 - ONISR
Le taux d'accident mortel avec usage de stupéfiant est un taux moyen. Ce taux est plus élevé chez les cyclomotoristes (36%) et le week-end ou la nuit (30%).
En Europe, les conducteurs positifs au THC ont un risque d'accident une à trois fois supérieur à celui d'un conducteur sobre, au point que l'accident de la route est l'un des principaux risques auxquels sont confrontés les consommateurs de cannabis, notamment car ce produit dégrade la vision des contrastes.
Stupéfiants dans le monde
À l'échelle mondiale, environ 39 600 personnes sont tués par l'utilisation de drogue sur la route en 2013 dont la moitié par les amphétamines, et un cinquième par le cannabis.
Sous l'effet d'un usage récent de cannabis, les conducteurs ont un risque d’accident de la route doublé, et un risque d'accident mortel encore plus important. Or,  le nombre de consommateurs de cannabis conduisant une voiture après avoir consommé n'a pas cessé d'augmenter depuis les années 2010, dans le monde entier,,,,,
Effet aggravant de l'association Stupéfiants-alcool
Par exemple, la prise conjointe de cannabis et d'alcool augmente le risque de manière très importante, multipliant par près de 30 le risque d’avoir un accident mortel.

#### Effets de l'alcool
Dans certains pays, notamment aux États-Unis en France et dans l'Union européenne, la consommation d'alcool altère la sécurité routière notamment en altérant l'état de conscience du conducteurs et les capacités de soin des blessés.
En France, l'alcool est l'une des premières causes de mortalité sur la route :
- l'alcool est responsable de 30 % de la mortalité routière[56] avec des disparités régionales : 37 et 36 % en Bretagne et dans les Pays de la Loire, 44 % en Vendée, 40 % dans les départements d'outre-mer et jusqu'à 61 % dans les collectivités d'outre-mer et la Nouvelle-Calédonie[57] ;
- le risque d'être responsable d'un accident mortel est multiplié par 17,8 chez les conducteurs alcoolisés[56].

Les effets de l'alcool qui à partir du seuil de 0,5 g/l altèrent la capacité de conduire sont :
- champ visuel rétréci ;
- perception du relief, de la profondeur et des distances altérée ;
- sensibilité à l'éblouissement plus importante ;
- vigilance et résistance à la fatigue diminuée ;
- coordination des mouvements perturbée ;
- effet désinhibant de l'alcool amenant le conducteur à sous-évaluer les risques et à surestimer ses capacités[56].

Dans l'Union européenne, la directive (UE) 2015/653 du 24 avril 2015 cherche à limiter cet effet.
Dans l'Union européenne, seuls 1,6 % des distances de trajet sont conduites par des conducteurs ayant 0,5 gramme d'alcool par litre de sang, mais ils produisent 25 % de la mortalité routière.
Pour éviter ces effets, quatre types de politiques publiques sont opérées :
- réduction de la disponibilité de l'alcool ;
- séparation de la conduite et de l'alcool ;
- législation et application ;
- éducation et information.

## Autres facteurs
Si les causes sont généralement considérés comme les premières raisons des accidents, d'autres facteurs jouent sur le nombre de véhicules.

### Ancienneté du véhicule
Les nouvelles normes automobiles cherchent à réduire la mortalité des accidents mais peu de données existent sur les résultats obtenus.
En 2017, en Australie et en Nouvelle-Zélande, les risques des véhicules construits avant 2000 sont 4 fois supérieurs aux véhicules construits sur les cinq années antérieurs (2011-2016).
En 2015, aux États-Unis, un véhicule de plus de 15 ans ou un véhicule équipé de moins de technologies d'assistance est plus susceptible de décéder dans un accident mortel.

## Dénombrement statistique

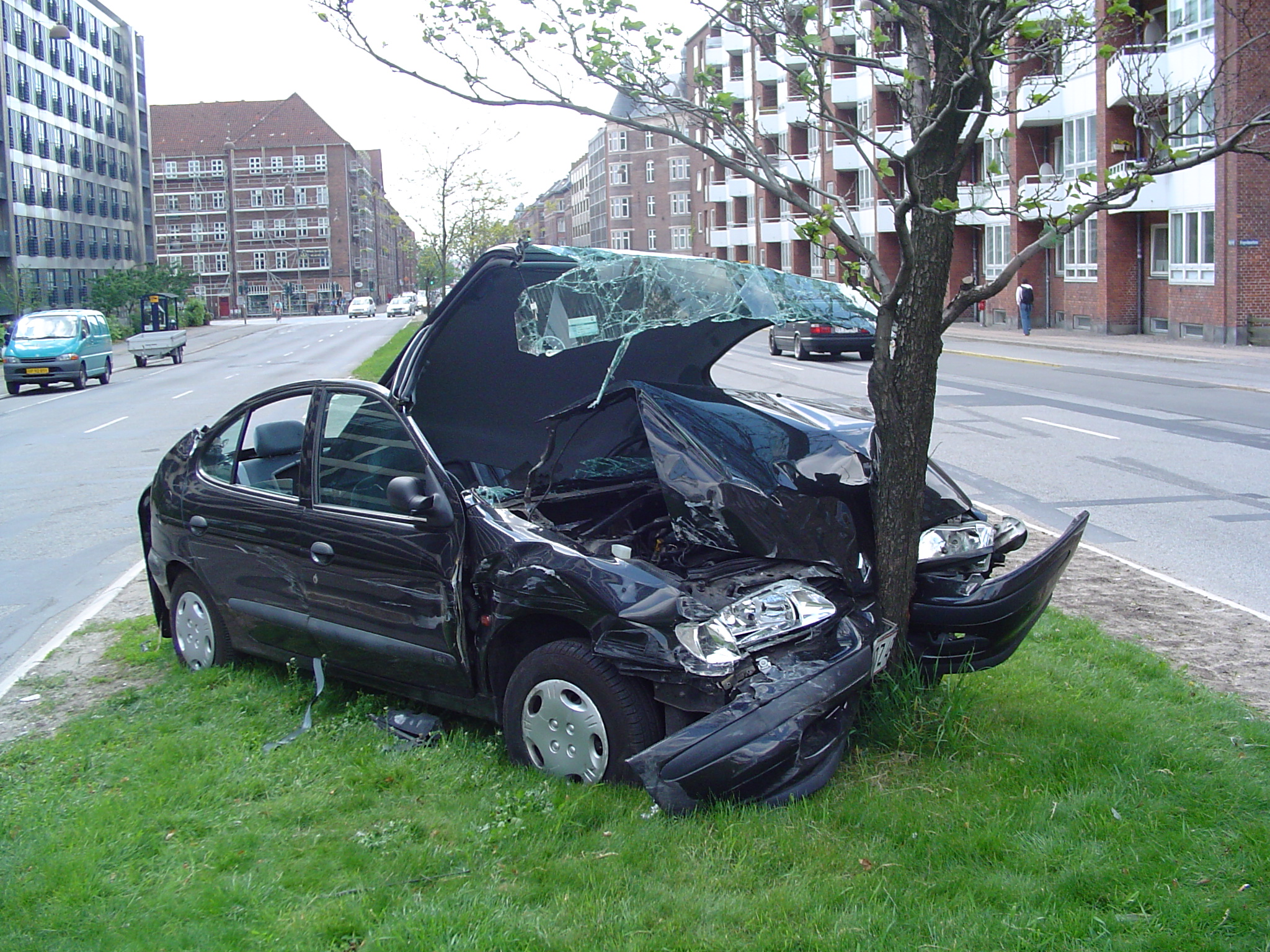
Un accident avec sortie de route et choc contre un obstacle fixe.

Les accidents de la route tuent 1,3 million de personnes dans le monde chaque année, et en blessent 40 fois plus. Plus de 90 % des décès surviennent dans les pays à revenu faible ou intermédiaire, qui ne comptent que 48 % des véhicules immatriculés dans le monde. Le record du monde est détenu par la Russie avec 12 accidents pour 10 000 voitures et 35 000 morts par an.
Dans le monde, selon l'OMS, les accidents de la route sont la principale cause de mortalité chez les 5-29 ans. Mais cette mortalité varie géographiquement ; elle est la plus élevée en Afrique (26,6 tués pour 100 000 habitants en moyenne), et la plus faible en Europe (9,3 pour 100 000 habitants en moyenne), où la part de piétons et cyclistes tués s'élève à 44 %.

### Tendances
Entre 1972 et 2021, le nombre de tués sur les routes de France a été divisé par 6, passant de 18 034 victimes en 1972 à 2 944 victimes en 2021, alors que le parc automobile français a plus que doublé.
La plus forte baisse a été observée entre 2001 et 2005, l'amélioration s’élevait à -35,6 % pour le nombre de personnes tuées et -29,6 % pour le nombre de blessés.

### Méthodologies statistiques
Les comparaisons internationales ou inter-régionales doivent se faire en gardant en mémoire les différences structurelles (taille du pays, densité et qualité du réseau routier, population notamment) et socio-économiques (composition du parc, présence de trafic international et touristique, comportement des usagers, notamment). Le nombre seul de tués ou de blessés n'est pas suffisant et d'autres taux indicateurs ont été développés. Le nombre de tués peut ainsi être ramené à la population (par 100 000 habitants ou par millions), au nombre de passagers, aux véhicules-kilomètres parcourus , au nombre de véhicules immatriculés ou de permis de conduire. Traditionnellement, en Europe le taux de mortalité fait plutôt référence à la population, et aux États-Unis aux véhicules-kilomètres parcourus.
En Grande-Bretagne, le ministère des Transports publie les statistiques d'accident de la route de chaque type de voiture. Ces statistiques permettent de classer les voitures les plus dangereuses et les plus sûres selon le pourcentage de victimes et un indice de gravité[réf. nécessaire].
En France, l’Observatoire national interministériel de la sécurité routière (ONISR) édite chaque année un document d’information permettant de connaître l’évolution des accidents de la route en France. Par exemple, selon cet organisme, en 2022, 3 550 personnes ont perdu la vie sur les routes de France (métropolitaine ou d’outre-mer),.

### Faits marquants et statistiques
20 % des accidents mortels en Europe pourraient être attribués à la fatigue ou à l'endormissement[réf. nécessaire], lequel peut être lié à la fatigue, mais aussi à l'alcool, au cannabis et/ou à la prise de certains médicaments (sédatifs, anxiolytiques…). La combinaison psychotrope + alcool peut encore aggraver le risque. Une étude publiée en 1994 a montré à l'époque que sur un échantillon de 383 conducteurs responsables d'accidents de la route après avoir consommé de l'alcool, 52 avaient dans le sang des traces de benzodiazépines (diazépam, nordazépam, et bromazépam…) et 31 des traces de cannabinoïdes.
Les hommes ont en moyenne beaucoup plus d'accidents que les femmes : 3,5 fois plus d'accidents pour les hommes en Allemagne selon une étude de l'université de Greifswald. Les hommes sont en outre impliqués dans les accidents les plus mortels, trois fois plus d'accidents mortels pour les hommes dans les pays de l'OCDE, taux de décès de 70 % en plus pour les hommes aux États-Unis, en tenant compte du kilométrage parcouru.
En 1966, 52 500 personnes ont été tués aux États-Unis et 12 277 en France. Le nombre de blessés est respectivement pour ces deux pays de 1 900 000 et 288 204 personnes.
Aux États-Unis, en 2008 la mortalité rurale (20 987 tués) était plus importante que la mortalité urbaine (16 218 tués). La tendance s'inverse en 2017 : la mortalité urbaine (19 038 tués) dépasse la mortalité rurale (17 216 tués).

## Mortalité routière
En 2002 et en 2003, on a dénombré par an dans le monde 1,2 million de morts sur la route et 50 millions de blessés, pour un coût estimé à 407 milliards d'euros,. En Chine, ce sont 100 000 morts qui ont été recensés pour l'année 2005.
La mortalité touche plus les pays pauvres : au milieu des années 2000, il y avait 11 morts pour 100 000 habitants en Europe contre 28 morts pour 100 000 habitants en Afrique, et 41 morts en République dominicaine. La plupart des victimes sont des piétons et des deux roues, en raison de la mixité de la circulation et de la fragilité de ces usagers face aux véhicules plus massifs. Entre 1978 et 1998, la mortalité a augmenté de 44 % en Malaisie, 79 % en Inde, et plus de 200 % en Colombie, en Chine et au Botswana.

### Pays européens
| Pays | 2000   | 2001   | 2002   | 2003   | 2004   | 2005   | 2006   | 2007   | 2008   | 2009   | 2010   | 2011   | 2012   | 2013   | 2014   | 2015   | 2016   | 2017   | 2018   | 2019   | 2020  | 2021  | 2022  | 2023  |
| --- | ------ | ------ | ------ | ------ | ------ | ------ | ------ | ------ | ------ | ------ | ------ | ------ | ------ | ------ | ------ | ------ | ------ | ------ | ------ | ------ | ----- | ----- | ----- | ----- |
| Allemagne | 7 503  | 6 977  | 6 842  | 6 613  | 5 842  | 5 361  | 5 091  | 4 949  | 4 477  | 4 152  | 3 648  | 4 009  | 3 600  | 3 339  | 3 377  | 3 459  | 3 206  | 3 180  | 3 275  | 3 046  | 2719  | 2562  | 2788  | 2839  |
| Autriche | 976    | 958    | 956    | 931    | 878    | 768    | 730    | 691    | 679    | 633    | 552    | 523    | 531    | 455    | 430    | 479    | 432    | 414    | 409    | 416    |       |       |       |       |
| Belgique | 1 470  | 1 486  | 1 306  | 1 213  | 1 162  | 1 089  | 1 069  | 1 071  | 944    | 944    | 850    | 884    | 827    | 764    | 745    | 762    | 670    | 609    | 604    | 646    | 499   | 516   | 548   | 581   |
| Bulgarie | 1 012  | 1 011  | 959    | 960    | 943    | 957    | 1 043  | 1 006  | 1 061  | 901    | 776    | 656    | 601    | 601    | 661    | 708    | 708    | 682    | 610    | 628    |       |       |       |       |
| Chypre | 111    | 98     | 94     | 97     | 117    | 102    | 86     | 89     | 82     | 71     | 60     | 71     | 51     | 44     | 45     | 57     | 46     | 53     | 49     | 52     |       |       |       |       |
| Croatie | 655    | 647    | 627    | 701    | 608    | 597    | 614    | 619    | 664    | 548    | 426    | 418    | 393    | 368    | 308    | 348    | 307    | 331    | 317    | 297    |       |       |       |       |
| Danemark | 498    | 431    | 463    | 432    | 369    | 331    | 306    | 406    | 406    | 303    | 255    | 220    | 167    | 191    | 182    | 178    | 211    | 175    | 171    | 199    |       |       |       |       |
| Espagne | 5 746  | 5 478  | 5 312  | 5 373  | 4 715  | 4 406  | 4 069  | 3 785  | 3 064  | 2 687  | 2 444  | 1 983  | 1 859  | 1 636  | 1 679  | 1 689  | 1 810  | 1 830  | 1 806  | 1 755  |       |       |       |       |
| Estonie | 204    | 199    | 223    | 164    | 170    | 170    | 204    | 196    | 132    | 98     | 79     | 101    | 87     | 81     | 78     | 67     | 71     | 48     | 67     | 52     |       |       |       |       |
| Finlande | 396    | 433    | 415    | 379    | 375    | 379    | 336    | 380    | 344    | 279    | 272    | 292    | 255    | 258    | 229    | 270    | 258    | 238    | 239    | 211    |       |       |       |       |
| France | 8 059  | 8 136  | 7 630  | 6 034  | 5 506  | 5 318  | 4 709  | 4 620  | 4 275  | 4 273  | 3 992  | 3 963  | 3 653  | 3 268  | 3 384  | 3 459  | 3 471  | 3 444  | 3 246  | 3 237  | 2538  | 2931  | 3268  | 3154  |
| Grèce | 2 037  | 1 880  | 1 634  | 1 605  | 1 670  | 1 658  | 1 657  | 1 612  | 1 553  | 1 456  | 1 258  | 1 141  | 988    | 879    | 795    | 793    | 824    | 731    | 700    | 688    |       |       |       |       |
| Hongrie | 1 200  | 1 239  | 1 429  | 1 326  | 1 296  | 1 278  | 1 303  | 1 232  | 996    | 822    | 740    | 638    | 605    | 591    | 626    | 644    | 607    | 625    | 633    | 602    |       |       |       |       |
| Irlande | 418    | 412    | 378    | 337    | 377    | 400    | 365    | 338    | 280    | 238    | 212    | 186    | 163    | 188    | 192    | 162    | 182    | 156    | 139    | 140    |       |       |       |       |
| Islande | 32     | 24     | 29     | 23     | 23     | 19     | 31     | 15     | 12     | 17     | 8      | 12     | 9      | 15     | 4      | 16     | 18     | 16     | 18     | 6      |       |       |       |       |
| Italie | 7 061  | 7 096  | 6 980  | 6 563  | 6 122  | 5 818  | 5 669  | 5 131  | 4 725  | 4 237  | 4 114  | 3 860  | 3 753  | 3 401  | 3 381  | 3 428  | 3 283  | 3 378  | 3 334  | 3 173  |       |       |       |       |
| Lettonie | 635    | 558    | 559    | 532    | 516    | 442    | 407    | 419    | 316    | 254    | 218    | 179    | 177    | 179    | 212    | 188    | 158    | 136    | 148    | 132    |       |       |       |       |
| Liechtenstein | 3      | 2      | 0      | 5      | 1      | 2      | 0      | 0      | 1      | 1      | 0      | 2      | 1      | 2      | 3      | 2      | 0      | 2      | 0      | 0      |       |       |       |       |
| Lituanie | 641    | 706    | 697    | 709    | 752    | 773    | 760    | 740    | 499    | 370    | 299    | 296    | 302    | 256    | 267    | 242    | 192    | 191    | 173    | 186    |       |       |       |       |
| Luxembourg | 76     | 70     | 62     | 53     | 50     | 47     | 43     | 46     | 35     | 48     | 32     | 33     | 34     | 45     | 35     | 36     | 32     | 25     | 36     | 22     |       |       |       |       |
| Malte | 15     | 16     | 16     | 16     | 13     | 17     | 11     | 12     | 9      | 15     | 13     | 16     | 9      | 17     | 10     | 11     | 23     | 19     | 18     | 16     |       |       |       |       |
| Norvège | 341    | 275    | 310    | 280    | 257    | 224    | 242    | 233    | 255    | 212    | 208    | 168    | 145    | 187    | 147    | 117    | 135    | 106    | 108    | 108    |       |       |       |       |
| Pays-Bas | 1 082  | 993    | 987    | 1 028  | 804    | 750    | 730    | 709    | 677    | 644    | 537    | 546    | 562    | 476    | 476    | 531    | 533    | 535    | 598    | 586    |       |       |       |       |
| Pologne | 6 294  | 5 534  | 5 826  | 5 642  | 5 712  | 5 444  | 5 243  | 5 583  | 5 437  | 4 572  | 3 908  | 4 189  | 3 571  | 3 357  | 3 202  | 2 938  | 3 026  | 2 831  | 2 862  | 2 909  |       |       |       |       |
| Portugal | 1 836  | 1 655  | 1 653  | 1 523  | 1 283  | 1 228  | 949    | 958    | 867    | 823    | 937    | 891    | 718    | 637    | 638    | 593    | 563    | 602    | 700    | 689    |       |       |       |       |
| République tchèque | 1 486  | 1 333  | 1 430  | 1 447  | 1 382  | 1 286  | 1 063  | 1 221  | 1 076  | 901    | 802    | 773    | 742    | 654    | 688    | 734    | 611    | 577    | 656    | 618    |       |       |       |       |
| Roumanie | 2 466  | 2 450  | 2 411  | 2 229  | 2 442  | 2 629  | 2 587  | 2 800  | 3 065  | 2 796  | 2 377  | 2 018  | 2 042  | 1 861  | 1 818  | 1 893  | 1 913  | 1 951  | 1 867  | 1 864  |       |       |       |       |
| Royaume-Uni | 3 580  | 3 598  | 3 581  | 3 658  | 3 368  | 3 336  | 3 298  | 3 059  | 2 645  | 2 337  | 1 905  | 1 960  | 1 802  | 1 770  | 1 854  | 1 804  | 1 860  | 1 856  | 1 839  | :      |       |       |       |       |
| Slovaquie | 628    | 625    | 625    | 653    | 608    | 606    | 614    | 661    | 606    | 384    | 371    | 325    | 352    | 251    | 295    | 310    | 275    | 276    | 260    | 270    |       |       |       |       |
| Slovénie | 314    | 278    | 269    | 242    | 274    | 258    | 262    | 293    | 214    | 171    | 138    | 141    | 130    | 125    | 108    | 120    | 130    | 104    | 91     | 102    |       |       |       |       |
| Suède | 591    | 583    | 560    | 529    | 480    | 440    | 445    | 471    | 397    | 358    | 266    | 319    | 285    | 260    | 270    | 259    | 270    | 253    | 324    | 221    |       |       |       |       |
| Suisse | 592    | 544    | 513    | 546    | 510    | 409    | 370    | 384    | 357    | 349    | 327    | 320    | 339    | 269    | 243    | 253    | 216    | 230    | 233    | 187    |       |       |       |       |
| Turquie | ND     | ND     | ND     | ND     | ND     | ND     | ND     | ND     | ND     | ND     | ND     | ND     | 3 750  | 3 685  | 3 524  | 7 530  | 7 300  | 7 427  | 6 675  |        |       |       |       |       |
| Total UE-27 | 53 410 | 51 282 | 50 343 | 47 331 | 44 466 | 42 552 | 40 365 | 40 038 | 36 880 | 32 978 | 29 576 | 28 671 | 26 457 | 24 182 | 24 131 | 24 358 | 23 812 | 23 394 | 23 332 | 22 757 | 18830 | 19912 | 20652 | 20380 |
| Total UE-28 | 56 990 | 54 880 | 53 924 | 50 989 | 47 834 | 45 888 | 43 663 | 43 097 | 39 525 | 35 315 | 31 481 | 30 668 | 28 231 | 25 983 | 25 987 | 26 162 | 25 672 | 25 250 | 25 178 |        |       |       |       |       |
| Sources : - pour les 33 pays européens et pour le total UE-27 et UE-28, de 2000 à 2023 : source eurostat (série tran_sf_roadus). Ne sont pas pris en compte les données des départements d’Outre-Mer pour la France et des régions ds Açores et de Madeira pour le Portugal - 1990-2010 : source CARE (EU road accidents database) - Union européenne : source Europa Notes : 1. |        |        |        |        |        |        |        |        |        |        |        |        |        |        |        |        |        |        |        |        |       |       |       |       |

### Autres pays
| Pays | 1990   | 2000    | 2010    | 2011    | 2012    | 2013    | 2014    | 2015    | 2016    | 2017    | 2018   | 2019  | 2020 | 2021  |
| --- | ------ | ------- | ------- | ------- | ------- | ------- | ------- | ------- | ------- | ------- | ------ | ----- | ---- | ----- |
| Afrique du sud | 11 157 | 8 494   | 13 967  | 13 954  | 12 211  | 11 844  | 12 702  | 12 944  | 14 071  | 14 050  |        |       |      |       |
| Albanie |        | 280     | 353     | 322     | 334     | 295     | 264     | 270     |         |         |        |       |      |       |
| Argentine |        |         | 5 094   | 5 040   | 5 074   | 5 209   | 5 279   |         | 5 550   | 5 300   | 5 500  |       |      |       |
| Armenie |        | 214     | 294     | 327     | 311     | 316     | 297     | 346     | 267     | 279     |        |       |      |       |
| Australie | 2 331  | 1 817   | 1 350   | 1 277   | 1 299   | 1 185   | 1 151   | 1 205   | 1 294   | 1 225   | 1 136  | 1 184 |      |       |
| Azerbaijan |        | 596     | 925     | 1 016   | 1 168   | 1 164   | 1 124   | 894     | 759     | 750     |        |       |      |       |
| Bosnie |        |         |         | 356     | 303     | 334     |         |         |         | 633     |        |       |      |       |
| Cambodge |        |         | 1 816   | 1 905   | 1 966   | 1 950   | 2 226   | 2 231   | 1 852   | 2 961   |        |       |      |       |
| Canada | 3 963  | 2 904   | 2 238   | 2 023   | 2 075   | 1 951   | 1 848   | 1 860   | 1 898   | 2 100   | 1 804  |       |      |       |
| Chili | 2 063  | 2 207   | 2 074   | 2 045   | 1 980   | 2 110   | 2 119   | 2 140   | 2 178   | 1 928   | 1 959  |       |      |       |
| Chine |        | 250 007 |         |         |         |         |         | 261 367 |         | 268 127 |        |       |      |       |
| Colombie |        |         | 5 670   | 5 773   | 6 131   | 6 211   | 6 352   | 6 831   | 7 158   |         |        |       |      |       |
| Corée | 12 325 | 10 236  | 5 505   | 5 229   | 5 392   | 5 092   | 4 762   | 4 621   | 4 292   | 4 185   | 3 781  |       |      |       |
| Costa Rica |        |         | 574     | 576     | 655     | 625     | 662     |         |         | 719     |        |       |      |       |
| États-Unis | 41 945 | 32 999  | 32 479  | 33 782  | 32 893  | 32 744  | 35 484  | 37 806  | 37 473  | 36 560  | 36 120 |       |      |       |
| Georgie | 1 067  | 500     | 685     | 526     | 605     | 514     | 511     | 602     | 581     | 517     |        |       |      |       |
| Inde | 54 100 | 78 911  | 134 513 | 142 485 | 138 258 | 137 572 | 139 671 | 146 133 | 150 785 | 147 913 |        |       |      |       |
| Israël | 427    | 461     | 352     | 341     | 263     | 277     | 279     | 322     | 335     | 321     | 316    |       |      |       |
| Jamaïque |        |         | 319     | 308     | 260     | 307     | 331     | 382     | 379     | 321     |        |       |      |       |
| Japon | 14 595 | 10 410  | 5 828   | 5 535   | 5 261   | 5 165   | 4 838   | 4 885   | 4 698   | 4 431   | 4 166  |       |      | 2 636 |
| Maroc | 2 777  | 3 627   | 3 778   | 4 222   | 4 167   | 3 832   | 3 489   | 3 776   | 3 785   |         |        |       |      |       |
| Malaisie | 4 048  | 6 035   | 6 872   | 6 877   | 6 917   | 6 915   | 6 674   | 6 706   | 7 152   | 6 740   |        |       |      |       |
| Mexique |        |         | 16 559  | 16 615  | 17 102  | 15 853  | 15 886  | 16 039  | 16 185  |         |        |       |      |       |
| Moldavie | 1 127  | 406     | 452     | 443     | 442     | 301     | 324     | 300     | 311     | 301     |        |       |      |       |
| Montenegro |        |         | 95      | 58      | 46      | 74      | 65      | 51      | 65      | 63      |        |       |      |       |
| Nouvelle-Zélande | 729    | 462     | 375     | 284     | 308     | 253     | 293     | 319     | 327     | 380     | 380    |       |      |       |
| Russie | 35 366 | 29 594  | 26 567  | 27 953  | 27 991  | 27 025  | 26 958  | 23 114  | 20 308  | 19 088  |        |       |      |       |
| Serbie |        | 1 048   | 656     | 728     | 684     | 646     | 536     | 601     | 607     | 579     | 546    |       |      |       |
| Turquie | 6 317  | 5 510   | 4 045   | 3 835   | 3 750   | 3 685   | 3 524   | 7 530   | 7 300   | 7 427   |        |       |      |       |
| Ukraine | 9 616  | 5 185   | 4 875   | 4 908   | 5 131   | 4 824   |         |         |         | 4 361   |        |       |      |       |
| Uruguay | 475    | 542     | 556     | 572     | 510     | 567     | 538     | 506     | 446     | 470     |        |       |      |       |
| Sources : - OCDE/FIT pour 1990, 2000 et la période 2010-2023 (décompte des tués à 30 jours), données disponibles depuis 1970. - États-Unis, 2016 : source magazine Fortune - États-Unis : source NHTSA. - États-Unis : source IIHS (1990-2022) |        |         |         |         |         |         |         |         |         |         |        |       |      |       |

Selon une étude américaine, les accidents automobiles constituent la principale cause de décès fœtaux par traumatisme chez la femme enceinte.
En 2001 en France, les accidents de la route ont représenté 61,2 % des accidents du travail mortels (trajets pour se rendre au travail compris), avec 836 accidents, selon les données de la caisse nationale d'assurance maladie française. La Sécurité routière a publié un rapport qui démontre que dans plus de la moitié des cas le décès n'est pas la conséquence des blessures subies au moment de l'accident mais survient à la suite d'une asphyxie (obstruction des voies aériennes, compression de la cage thoracique) simultanément à une perte de connaissance. Cet organisme milite pour la formation des conducteurs aux premiers secours laquelle demeure pour le moment facultative.
Selon le Bulletin épidémiologique hebdomadaire no 23-24 de 2006 (op. cit.) publié par l'Institut de veille sanitaire, les accidents de la route sont la première cause de mortalité en voyage à l'étranger.

### Carte interactive
Suivant les méthodes statistiques, la mortalité routière peut être comptée en taux absolu, par cent mille ou million d'habitants, ou par milliard de véhicules-kilomètres estimés parcourus.
En 2016, la mortalité routière est à trois morts par milliard de véhicules-kilomètres estimés parcourus en Norvège, 4,2 en Allemagne, 5,1 au Canada, 5,2 en Australie, 5,8 en France, et 7,3 aux États-Unis.
Selon l'OMS, 13 000 personnes périssent chaque année sur les routes au Kenya.
| Mortalité par 100 000 habitants, estimations pour l'année 2013 Source: Organisation mondiale de la santé'"`UNIQ--ref-00000013-QINU`"' Legend: - < 10 < < 20 < < 30 < < 40 - Sans donnée | Mortalité par milliard de véhicules-kilomètres estimés parcourus, pour l'année 2016 Source: BITRE (OCDE)'"`UNIQ--ref-00000015-QINU`"' Legend: - < 3 < < 4,5 < < 6,0 < < 7,5 < - Sans donnée |
|  |  |

## Politiques publiques

### Résolutions politiques
Certaines résolutions politiques, par exemple au niveau de l'ONU, demandent une réduction de moitié de la mortalité au niveau mondial dans la décennie, notamment dans le cadre de l'objectif de développement durable de santé.

### Développement de système anti-collision
Un système anti-collision est un système de sécurité active conçu pour réduire la gravité des accidents ou les éviter.

### Prévention et sécurité routières
Différents acteurs concernés par les nuisances causées par les accidents, comme des associations citoyennes, des gestionnaires de voiries, des pouvoirs public ou des associations d'automobilistes ou des sociétés d'assurances cherchent à réduire le risque routier, en réduisant les comportements à risques, notamment par des actions de communication, de prévention, de formation et d'information.

## Coûts sociétaux et financiers
En Chine, selon le Bureau national des statistiques, en 2020, les 211 074 accidents routiers ont tué 55 000 personnes et blessé 210 000 autres, générant des pertes économiques (directes et indirectes) d'environ 1,228 milliard de yuans.

### France
Les accidents sont source de coûts pour les assurés et les assureurs. En France la loi du 5 juillet 1985 (dite « Badinter ») fait indemniser les victimes sauf si elles ont commis une faute inexcusable et qu'elle soit la seule cause de l'accident. De plus, cette loi favorisant l'indemnisation des victimes, il est rare que la faute inexcusable soit retenue.
En 2016, selon un rapport de l'Observatoire national interministériel de la sécurité routière (ONISR), les accidents de la route ont coûté au total près de 50 milliards d'euros en France, soit 2,2 % du PIB. La part à la charge de l'État français est de 38,3 milliards d'euros — « La majeure partie de l'argent public s'étant évaporée dans les hospitalisations, souvent longues et onéreuses, des victimes, soit 22 milliards d'euros. Onze autres milliards sont, en outre, partis au titre de la mortalité ». Le reste — « comme le coût pour les assurances, les frais funéraires ou encore des coûts immatériels et la perte de production estimée » est pris en charge par des tiers.

## Cadre légal

### Droit canadien

#### Droit pénal
En droit pénal canadien, les décès sur la route sont généralement traités sous l'angle de la négligence pénale, au sens de l'arrêt R. c. Beatty de la Cour suprême, lequel implique « un écart marqué par rapport à la norme de diligence que respecterait une personne raisonnable ». À titre d'exemple, dans l'affaire Clément Ouimet, les procureurs n'ont pas porté d'accusations car ils n'étaient pas convaincus de l'écart marqué du conducteur.

#### Droit civil québécois
Il existe un régime de responsabilité sans égard à la faute au Québec pour les accidents de la route, en vertu de l'article 83.57 de la Loi sur l'assurance automobile.

#### Common law canadienne
En common law canadienne, porter la ceinture de sécurité a des incidences importantes sur les assurances. Le conducteur a une obligation de diligence de prendre des mesures raisonnables pour prévenir les blessures prévisibles.

### Droit français
En France, avant le 5 juillet 1985, selon que la victime était ou non liée à l'auteur de l'accident, c'était les règles de la responsabilité contractuelle ou délictuelle qui s'appliquaient aux accidents de la route, notamment le régime de la responsabilité du fait des choses, en particulier son article 1242 alinéa 1er,.
À l'invitation de la doctrine et de la jurisprudence, la Loi tendant à l'amélioration de la situation des victimes d'accidents de la circulation et à l'accélération des procédures d'indemnisation, dite Loi Badinter de 1985 du nom de Robert Badinter, Garde des Sceaux est adoptée par le Parlement français puis promulguée le 5 juillet 1985. Elle s'applique aux accidents de la circulation impliquant un véhicule terrestre à moteur évoluant sur le sol sans être lié à une voie ferrée. Applicable aux instances en cours au moment de son adoption, elle ne l'est pas à l'étranger.
Au sein des États signataires, la Convention sur la loi applicable en matière d'accidents de la circulation routière du 4 mai 1971 de la Conférence de La Haye (HCCH) est applicable.

## Séquelles psychologiques
Un accident sérieux qui laisse des personnes indemnes peut occasionner des séquelles psychologiques, comme le syndrome de stress post-traumatique (SSPT).